# Christian Poos

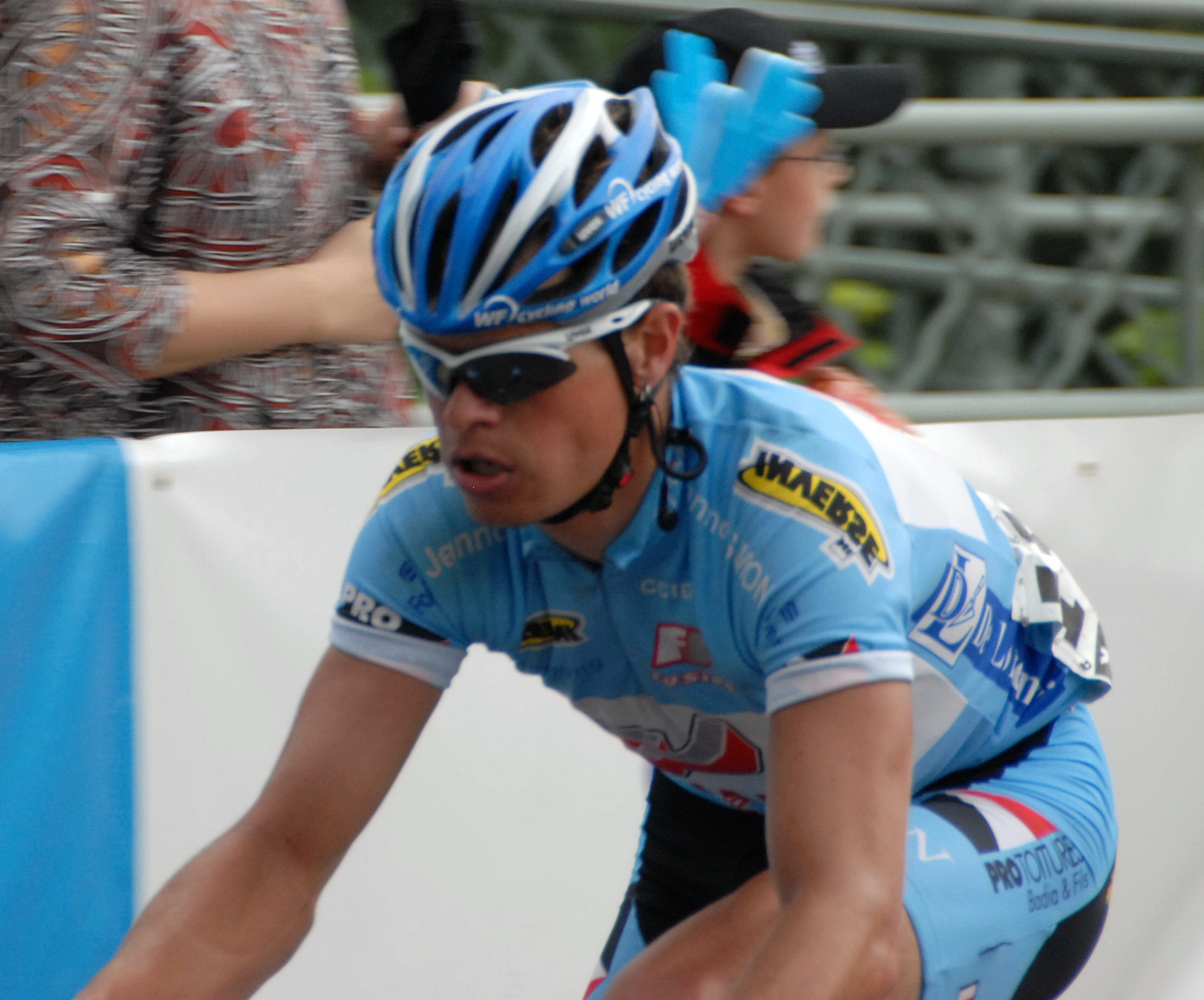
Christian Poos in 2007

Christian Poos (Luxemburg, 5 november 1977) is een Luxemburgs wielrenner. In 1997 werd hij verkozen tot Luxemburgs Sportman van het Jaar.

## Belangrijkste overwinningen
1997
- Luik-Bastenaken-Luik U23

2001
- Luxemburgs kampioen op de weg, Elite
- Luxemburgs kampioen individuele tijdrit, Elite

2002
- Luxemburgs kampioen op de weg, Elite
- Luxemburgs kampioen individuele tijdrit, Elite

2003
- Luxemburgs kampioen individuele tijdrit, Elite

2006
- Luxemburgs kampioen individuele tijdrit, Elite zonder contract

2007
- Luxemburgs kampioen individuele tijdrit, Elite

2009
- GP Faber

2010
- GP Faber

2011
- Luxemburgs kampioen individuele tijdrit, Elite
- 4e etappe Ronde van Sibiu

## Grote rondes
Geen

## Ploegen
- 1997 - Cofidis (stagiair vanaf 01-09)
- 2000 - Post Swiss Team
- 2001 - Post Swiss Team
- 2002 - Marlux-Ville de Charleroi
- 2003 - Marlux-Wincor-Nixdorf
- 2007 - Continental Cycling Team Differdange
- 2008 - Differdange-Apiflo Vacances
- 2009 - Continental Team Differdange
- 2010 - Continental Team Differdange
- 2011 - Team Differdange - Magic-Sportfoot.de